# Sammellager Berg am Laim
Das Sammellager Berg am Laim (im offiziellen NS-Sprachgebrauch „Heimanlage für Juden in Berg am Laim“) war ein Sammel- und Durchgangslager für Juden in München zwischen 1941 und 1943.

## Geschichte

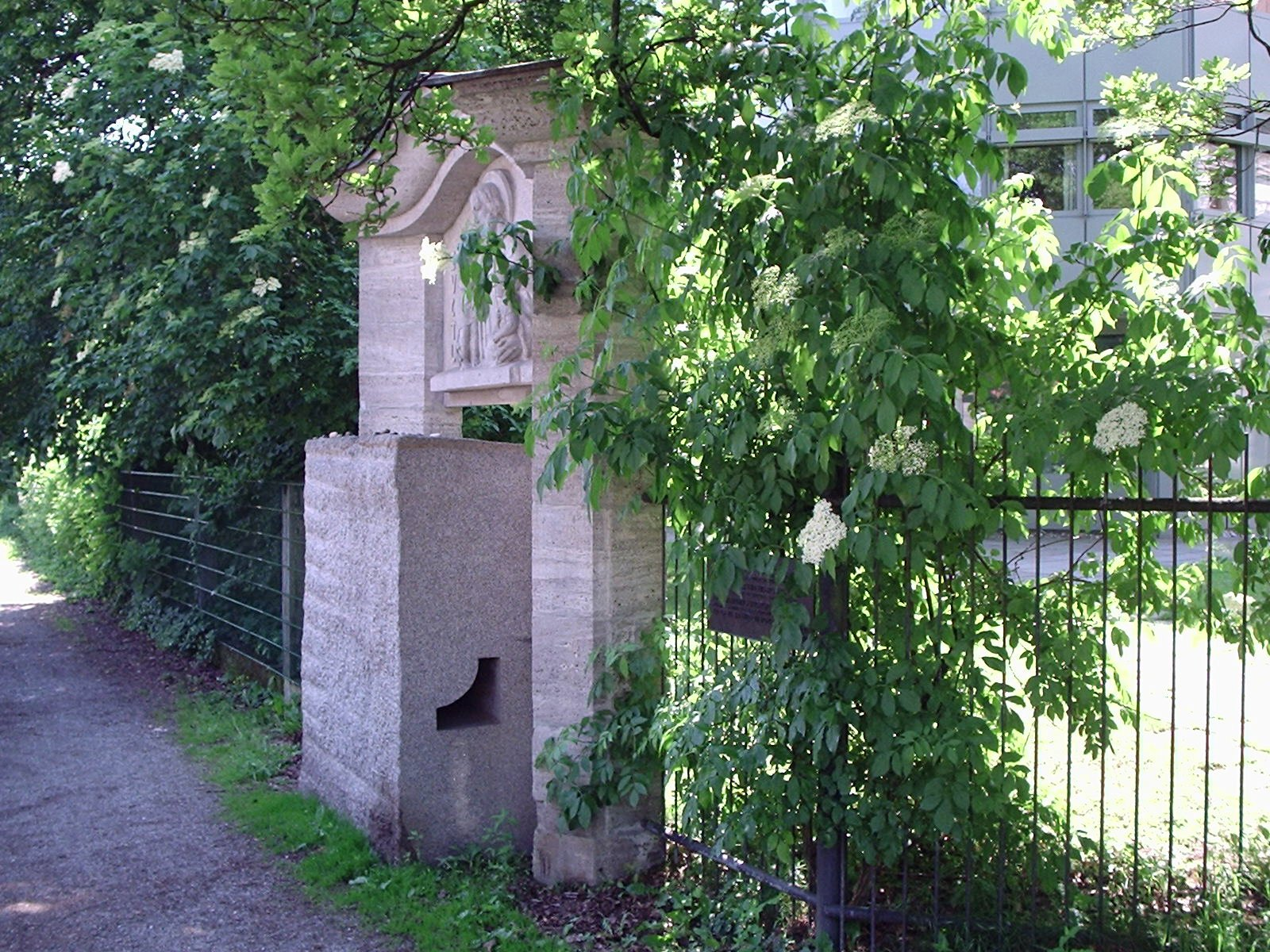
Mahnmal für das Sammellager Berg am Laim

Das Sammellager wurde im Juli 1941, wenige Monate nach der Errichtung des Sammellagers in Milbertshofen, in einem Teil des Klosters der Barmherzigen Schwestern in Bayern, an der Sankt-Michael-Straße 16 im Münchner Stadtteil Berg am Laim eingerichtet.
Dorthin wurden anfangs überwiegend alte und kranke Personen jüdischer Herkunft gebracht. Dennoch waren die meisten Insassen zu körperlich schwerer Zwangsarbeit verpflichtet und mussten dabei täglich lange Wege zu ihren Arbeitsstätten zurücklegen. Zusätzlich mussten sie für die Unterbringung und Verpflegung im Lager bezahlen. Den Schwestern des Klosters war der Kontakt zu den Insassen verboten, was aber zum Teil ignoriert wurde. Im Lager waren bis zu 320 Personen in 38 Zimmern auf zwei Stockwerken untergebracht. Die organisatorische Leitung wurde jüdischen Personen übertragen: Heimleiter war Curt Mezger, Wirtschaftsleiterin Else Rosenfeld, Lagerarzt Julius Spanier.
Ab November 1941 begannen die Deportationen der Juden in die Vernichtungslager. Die meisten Insassen waren sich ihrer Situation bewusst und die Anzahl der Suizide im Lager nahm zu. Im April 1942 wurden die Kinder des Antonienheims zunächst nach Berg am Laim gebracht, bevor sie weitertransportiert wurden, wenige Monate später auch die verbliebenen Gefangenen des aufgelösten Lagers in Milbertshofen. Im März 1943 wurde das Lager in Berg am Laim aufgelöst.
Der Klosterflügel, in dem sich das Lager befand, wurde in den 1980er Jahren abgerissen.

## Gedenkstätte
An der Stelle des Sammellagers, nahe der Pfarrkirche St. Michael an der Clemens-August-Straße, befindet sich heute ein Mahnmal. Es wurde 1987 von Nikolaus Gerhart geschaffen und besteht aus einem Granitblock, der den Durchgang des noch erhaltenen, jetzt frei stehenden Portals des ehemaligen Klosterflügels blockiert. Auf dem Granitblock werden oft kleine Kieselsteine abgelegt, wie von Angehörigen beim Friedhofsbesuch auf jüdischen Grabsteinen. Am Zaun neben dem Mahnmal ist eine Gedenktafel befestigt, die an Else Rosenfeld erinnert.
Koordinaten: 48° 7′ 32,03″ N, 11° 37′ 50,3″ O